# He Ning
He Ning, em chinês simplificado: 何宁, (Ningbo, 13 de novembro de 1990) é uma ginasta chinesa, que compete em provas de ginástica artística. 
Ning fez parte da equipe chinesa que conquistou a medalha de ouro nas provas coletivas durante o Campeonato Mundial de Aarhus, em 2006, Dinamarca.

## Carreira
Iniciando na prática desportiva no Ningbo Zhejiang Team, sob cuidados de Lu Shan Zhen, Ning obteve bons resultados em competições locais, sendo selecionada, aos dezesseis anos, para integrar a equipe que disputaria os Jogos Asiáticos de Doha. No evento, terminou com a medalha de ouro no concurso geral, e por equipes. No mesmo ano, ao lado de Zhou Zhuoru, Zhang Nan, Cheng Fei, Pang Panpan e Li Ya, participou do Campeonato Mundial de Aarhus, no qual conquistou a medalha de ouro por equipes, a primeira chinesa na história desta competição.
Na edição seguinte, o Mundial de Stuttgart, em 2007, a equipe formada por Cheng Fei, Jiang Yuyuan, Sha Xiao, Yang Yilin e Shanshan Li, não manteve o título conquistado anteriormente e terminou com a prata, atrás da equipe dos Estados Unidos, da campeã individual geral Shawn Johnson. Não conseguindo fazer parte da equipe que disputaria as Olimpíadas de Pequim, em 2008, ficou apenas como a sétima ginasta, sendo então a suplente olímpica. No fim do ano, participou da etapa de Copa do Mundo, em Stuttgart, na qual terminou com a medalha de ouro nas barras assimétricas. Em 2009, que abriu um novo ciclo, participou do Campeonato Nacional, no qual foi campeã no concurso geral. Após essa conquista, a ginasta reuniu-se com a nova equipe chinesa e participou da Universíada de Belgrado, a qual encerrou novamente como campeã por equipes. Nesta edição, classificou-se para mais quatro finais individuais: individual geral, trave de equilíbrio, paralelas assimétricas e solo. Ao final dos eventos, conquistou duas medalhas de prata e uma de  bronze.

## Principais resultados
| Ano  | Evento                                    | AA               | Equipe           | Salto sobre o cavalo | Trave            | Barras assimétricas | Solo              |
| ---- | ----------------------------------------- | ---------------- | ---------------- | -------------------- | ---------------- | ------------------- | ----------------- |
| 2006 | Jogos Asiáticos                           | Medalha de ouro  | Medalha de ouro  |                      |                  | Medalha de prata    |                   |
| 2006 | Campeonato Mundial de Ginástica Artística |                  | Medalha de ouro  |                      |                  |                     |                   |
| 2007 | Campeonato Mundial de Ginástica Artística |                  | Medalha de prata |                      |                  |                     |                   |
| 2008 | Copa do Mundo – Stuttgart                 |                  |                  |                      |                  | Medalha de ouro     |                   |
| 2009 | Campeonato Nacional Chinês                | Medalha de ouro  |                  |                      |                  |                     |                   |
| 2009 | Universíada                               | Medalha de prata |                  |                      | Medalha de prata |                     | Medalha de bronze |